# 효자 전효원 정려
효자 전효원 정려는 충청남도 아산시 배방읍 회룡리에 있다. 2006년 3월 7일 아산시의 향토문화유산 제4호로 지정되었다.

## 개요
전효원(全孝源, 1760~?)은 천안전씨로 정려가 자리한 아산시 배방읍 회룡리에서 태어났다. 어려서부터 기골이 장대하였다고 하며, 총명하고 영리한데다 온화한 성품과 지극한 효성으로 항상 부모의 뜻을 따랐다. 또한 형제간에도 남다른 우애로 부모님 마음을 기쁘게 하였다. 부모님의 병환에는 머리맡을 떠나지 않았는데, 아버지의 병환이 위독하자 손가락을 잘라 피를 흘려드려 7일간을 더 회생하게 하였다. 그러나 결국 아버지가 세상을 떠나니 그의 애통함은 보는 이로 하여금 감동케 하였다. 이에 도내 유림들이 전효원의 효행을 기록하여 상소하니 조봉대부 동몽교관(朝奉大夫童의 벼슬과 효자 정려를 내렸다 정려는 蒙敎官) . 배방읍 회룡리 남쪽 불처당 길가에 세워져 있으며, 정려기에 '孝子學生全孝源之閭 上之七年辛丑命銘旌閭'라 기록되어 있다. 또한 정려 내부에 세워진 별도의 효자비에 '孝子碑 孝子天安全孝源 文孝公栢軒后'라 쓰여 있으며, 하단 일부가 훼손되었다. 비석은 1843년(헌종 9)에 세운 것이다.